# SIGCHI

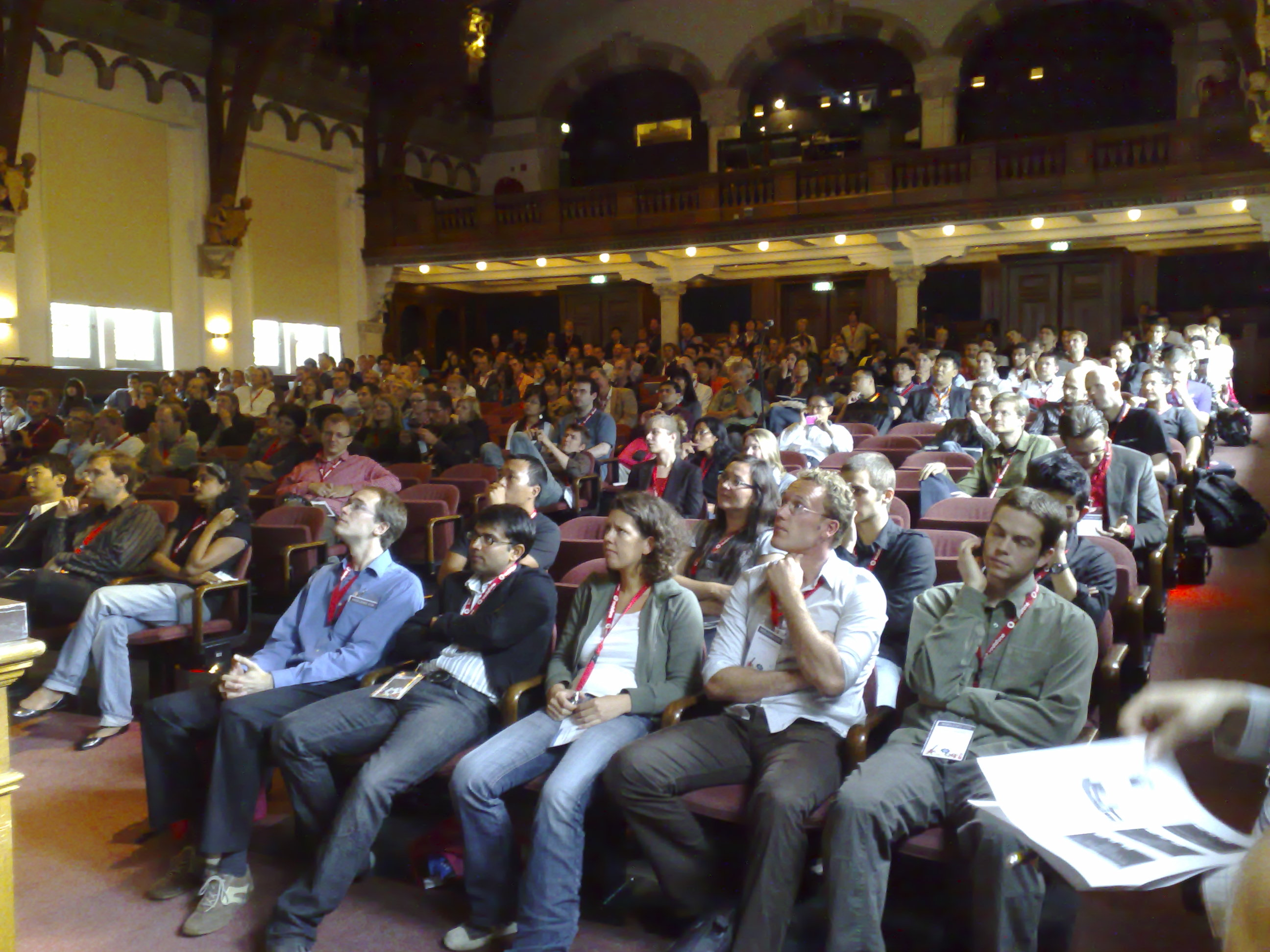

SIGCHI는 계산기 학회 내의 인간-컴퓨터 상호작용 분과이다. SIGCHI는 ACM Interactions and ACM Transactions on Computer-Human Interaction (TOCHI)를 발간하고 있고, 20개가 넘는 학회를 후원하고 있다.
SIGCHI가 후원하는 ACM CHI 학회는 인간-컴퓨터 상호작용 분야에서 가장 권위있는 학회로 알려져있다.